# Club Atlético de Madrid 2022-2023
Questa voce raccoglie le informazioni riguardanti il Club Atlético de Madrid nelle competizioni ufficiali della stagione 2022-2023.

## Stagione
La stagione 2022-2023 vede l'86ª partecipazione alla massima divisione spagnola e la 21ª di fila per l'Atlético Madrid, che conferma il tecnico argentino Diego Simeone, secondo allenatore con più panchine in Liga nella storia dei Rojiblancos. La squadra di Madrid, dopo aver concluso il campionato precedente in terza posizione si qualifica direttamente alla fase a gironi della Champions League. Il primo incontro della stagione è stato il 15 agosto e ha visto di fronte il Getafe allo stadio Coliseum Alfonso Pérez. I colchoneros hanno vinto al debutto, per tre reti a zero, grazie alla doppietta di Álvaro Morata e al sigillo di Antoine Griezmann. Alla seconda uscita in campionato l'Atlético incassa la prima sconfitta stagionale, piegato per due reti a zero in casa dal Villarreal.
Il 25 agosto a Istanbul ha luogo il sorteggio dei gironi di Champions League che vede impegnato l'Atleti nel gruppo B con i lusitani del Porto, vincitori per la trentesima volta del campionato portoghese, i tedeschi del Bayer Leverkusen terzi classificati in Bundesliga e i campioni belgi del Club Bruges. Il 18 settembre termina con il risultato di 1-2 in favore dei Blancos l'andata del derbi madrileño. Il 26 ottobre i ragazzi del Cholo vengono eliminati con un turno di anticipo dalla Champions League in virtù del rocambolesco pareggio casalingo per 2-2 ottenuto in casa contro il Bayer Leverkusen. Il 1º novembre con la sconfitta per 2-1 per mano del Porto, l'Atlético Madrid viene estromesso dalle competizioni europee.
Il 12 novembre l'Atlético supera il primo turno di Coppa del Re battendo per 2-0 l'Almazán. Il 22 dicembre l'Atlético Madrid torna in campo dopo la sosta dovuta al campionato del mondo 2022 e batte per 3-1 l'Arenteiro, superando così il secondo turno di coppa nazionale. Il 4 gennaio i colchoneros espugnano il Tartiere di Oviedo, battendo per 2-0 i padroni di casa nella sfida valevole per i sedicesimi di finale di Copa del Rey. Il 18 gennaio, in virtù della vittoria esterna per 2-0 sul Levante, l'Atlético Madrid supera gli ottavi di finale di coppa di Spagna. Il 26 gennaio i rojiblancos dicono addio alla coppa nazionale battuti per 3-1 ai supplementari dal Real Madrid, tra le polemiche per la gestione arbitrale. Il 29 gennaio, con la vittoria esterna per 1-0 sul campo dell'Osasuna, si conclude il girone di andata della squadra di Simeone che è in piena lotta per un posto in Champions League. Il 19 febbraio, durante l'incontro casalingo con l'Athletic Bilbao, la società rende omaggio al club per i suoi 125 anni di storia e lascia loro indossare i colori biancorossi.
Il 25 febbraio si conclude in parità, col risultato di 1-1, il ritorno del derby di Madrid. Il 4 marzo, in concomitanza della vittoria per 6-1 sul Siviglia, Diego Simeone diventa l'allenatore con più panchine in assoluto nella storia dell'Atlético, superando Luis Aragonés. Il 26 aprile, a 120 anni esatti dalla fondazione del club, l'Atlético scende in campo contro il Maiorca (3-1) indossando le maglie celebrative con i colori originali del club. Il 3 maggio l'Atleti vince la sua nona partita nelle ultime dieci disputate – la seconda consecutiva in cui mette a segno cinque reti – e supera il Real Madrid in classifica, al secondo posto. Il 4 giugno, col pareggio esterno per 2-2 contro il Villarreal, si conlcude la stagione dell'Atlético Madrid che chiude il campionato al terzo posto e si qualifica per la UEFA Champions League 2023-2024.

## Maglie e sponsor

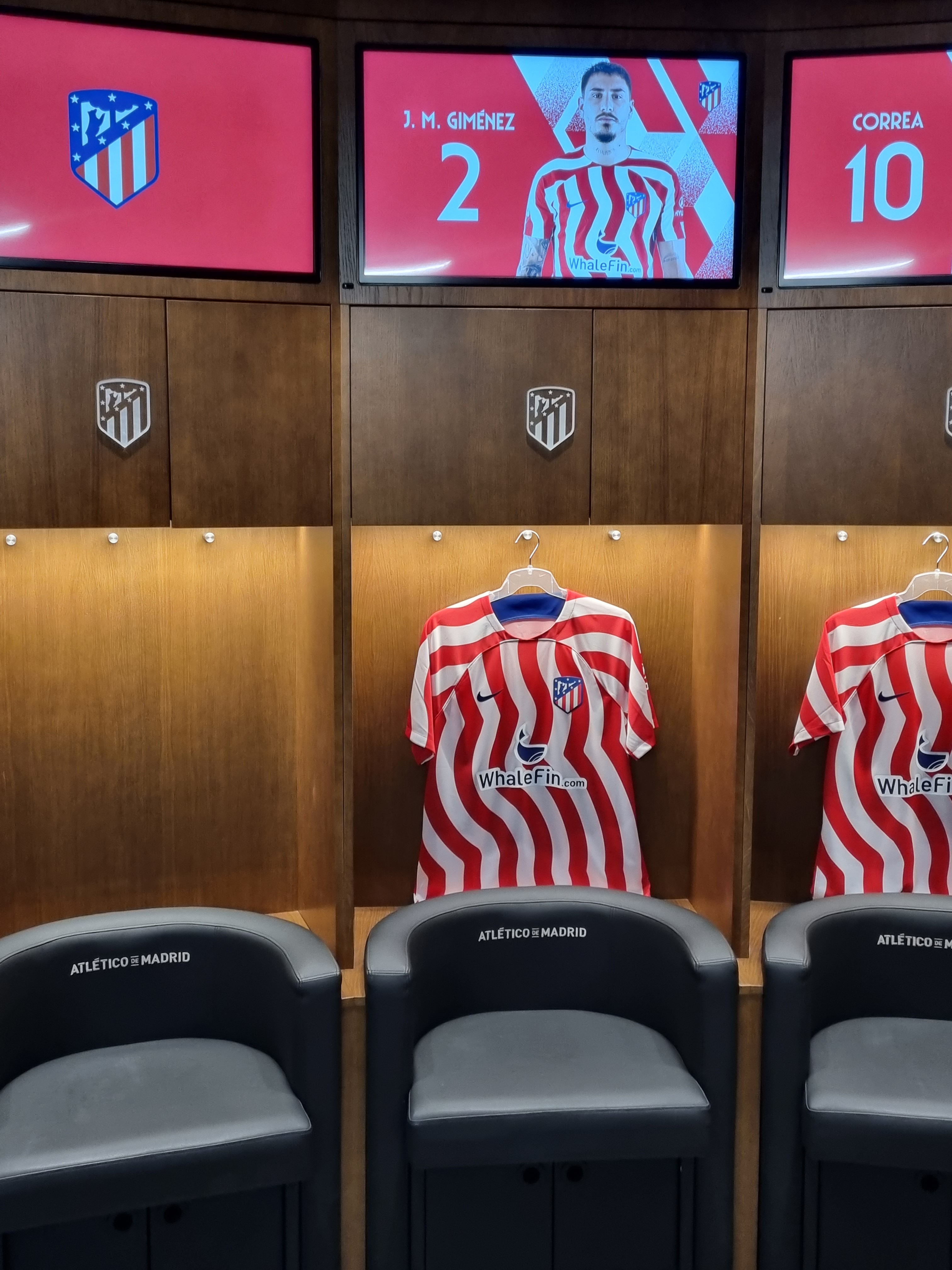
La prima maglia dell'Atlético nella stagione 2022-2023

Lo sponsor tecnico per la stagione 2022-2023 è per il 22º anno consecutivo Nike. Lo sponsor ufficiale è WhaleFin, sulla parte alta delle maniche c'è lo stemma della Hyundai mentre dietro la schiena, sotto il numero, è presente il logo di Ria Money Transfer.
Anche in questa stagione continua la scelta di rendere omaggio, attraverso le maglie, alla storia dell'Atlético. La prima maglia presenta i classici colori bianco e rosso, ma le strisce seguono il flusso ondulato del fiume Manzanarre ove la squadra madrilena ha disputato per cinquant'anni le partite allo stadio Vicente Calderón. I pantaloncini sono blu, mentre i calzettoni rossi con la parte superiore in azzurro. La seconda maglia è completamente nera, con dettagli di azzurro e celeste presenti nel colletto e sui bordi delle maniche. I pantaloncini e i calzettoni seguono la medesima combinazione di colori. La terza maglia è un omaggio alla UEFA Champions League, di colore arancio è un omaggio al frutto del corbezzolo. La quarta divisa, in occasione del 120º anniversario del club, riprende la prima storica maglia indossata dall'Athletic Club de Madrid e ci sarà impresso lo stemma di inizio Novecento.
| Casa |  | Trasferta |  | Terza divisa |  | Quarta divisa |

## Organigramma societario
Dal sito internet ufficiale della società.
Area direttiva
- Presidente: Enrique Cerezo

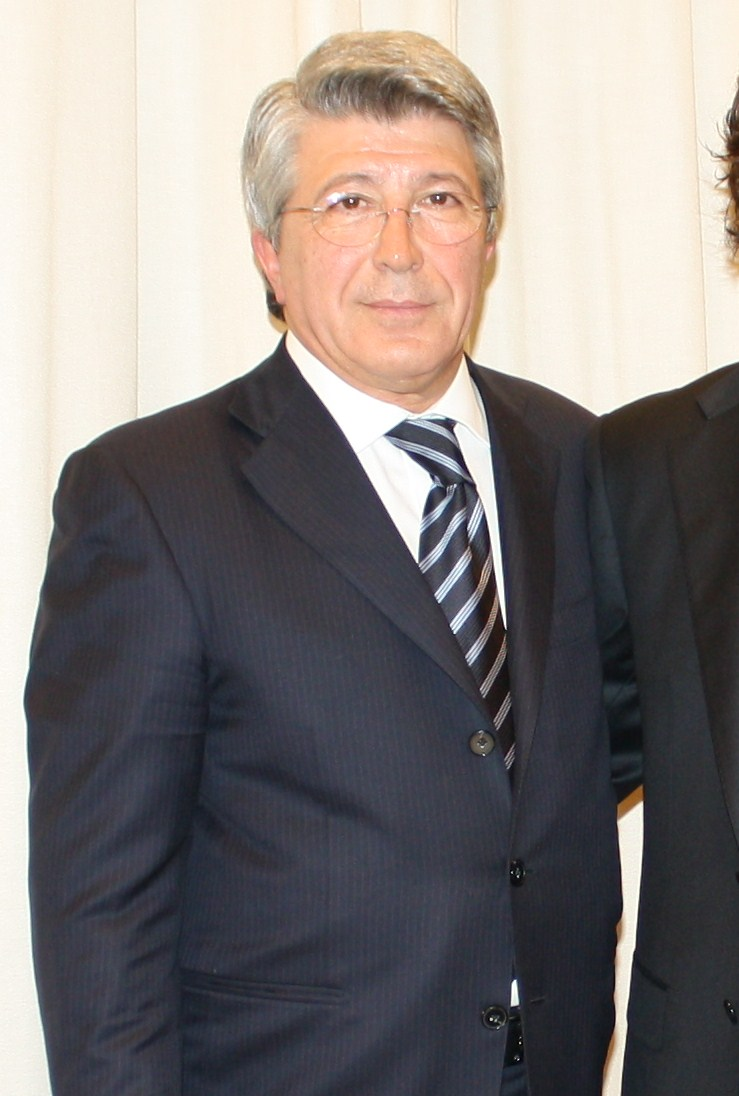
Il presidente Enrique Cerezo, in carica dal 2003

- Amministratore delegato: Miguel Ángel Gil Marín
- Vicepresidente area sociale: Lázaro Albarracín Martínez[30]
- Vicepresidente area commerciale: Antonio Alonso Sanz
- Consiglieri: Severiano Gil y Gil, Óscar Gil Marín, Antoine Bonnier
- Segretario del consiglio: Pablo Jiménez de Parga
- Assessori del consiglio amministrativo: Peter Kenyon, Ignacio Aguillo
- Assessori legali: José Manuel Díaz, Despacho Jiménez de Parga

Area organizzativa
- Direttore finanziario: Mario Aragón Santurde
- Direttore esecutivo: Miguel Ángel Gil Marín
- Direttore sportivo: José Luis Pérez Caminero
- Direttore tecnico: Andrea Berta

Area marketing
- Direttore area marketing: Javier Martínez
- Direttore commerciale: Guillermo Moraleda
- Direttore delle risorse: Fernando Fariza Requejo

Area infrastrutturale
- Direttore dei servizi generali e delle infrastrutture: Javier Prieto

Area controllo
- Direttore di controllo: José Manuel Díaz Pérez

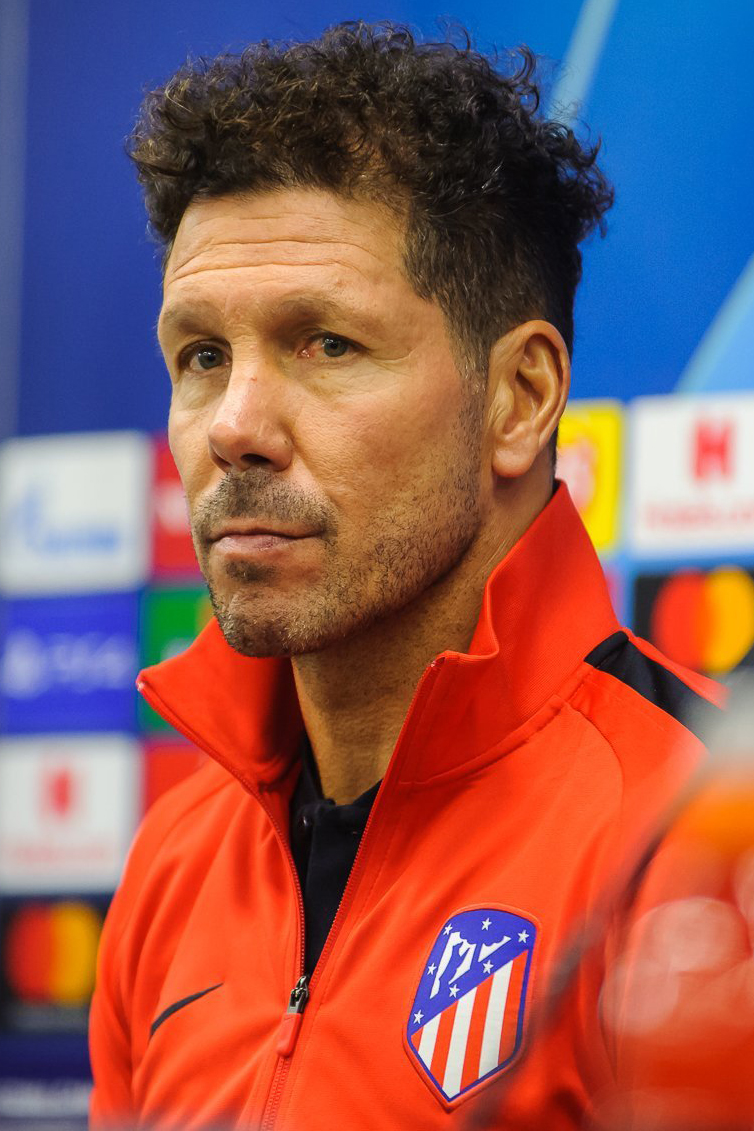
L'allenatore Diego Simeone alla dodicesima stagione sulla panchina, è il tecnico più vincente nella storia dei Colchoneros

Area sviluppo giovanile e internazionale
- Direttore del settore giovanile e dello sviluppo internazionale: Emilio Gutiérrez Boullosa
- Direttore sportivo del settore giovanile: Carlos Aguilera
- Direttore tecnico del settore giovanile: Miguel Ángel Ruiz
- Capo-osservatore giovanile: Sergio García
- Capo talent scout: Luis Rodríguez Ardila

Area comunicazione
- Direttore della comunicazione e area digitale: Rafael Alique

Area tecnica
- Allenatore: Diego Simeone
- Allenatore in seconda: Nelson Vivas
- Assistente: Gustavo López
- Preparatori atletici: Óscar Ortega
- Preparatore dei portieri: Pablo Vercellone
- Delegato: Pedro Pablo Matesanz

Area sanitaria
- Responsabile: José María Villalón
- Medico: Óscar Luis Celada
- Infermiere: Gorka de Abajo
- Fisioterapisti: Esteban Arévalo, David Loras, Jesús Vázquez, Felipe Iglesias Arroyo, Iván Ortega
- Massaggiatore: Daniel Castro, Óscar Pitillas

Area ausiliare
- Magazzinieri: Cristian Bautista, Dimcho Pilichev, Mario Serrano, Fernando Sánchez Ramírez

## Rosa

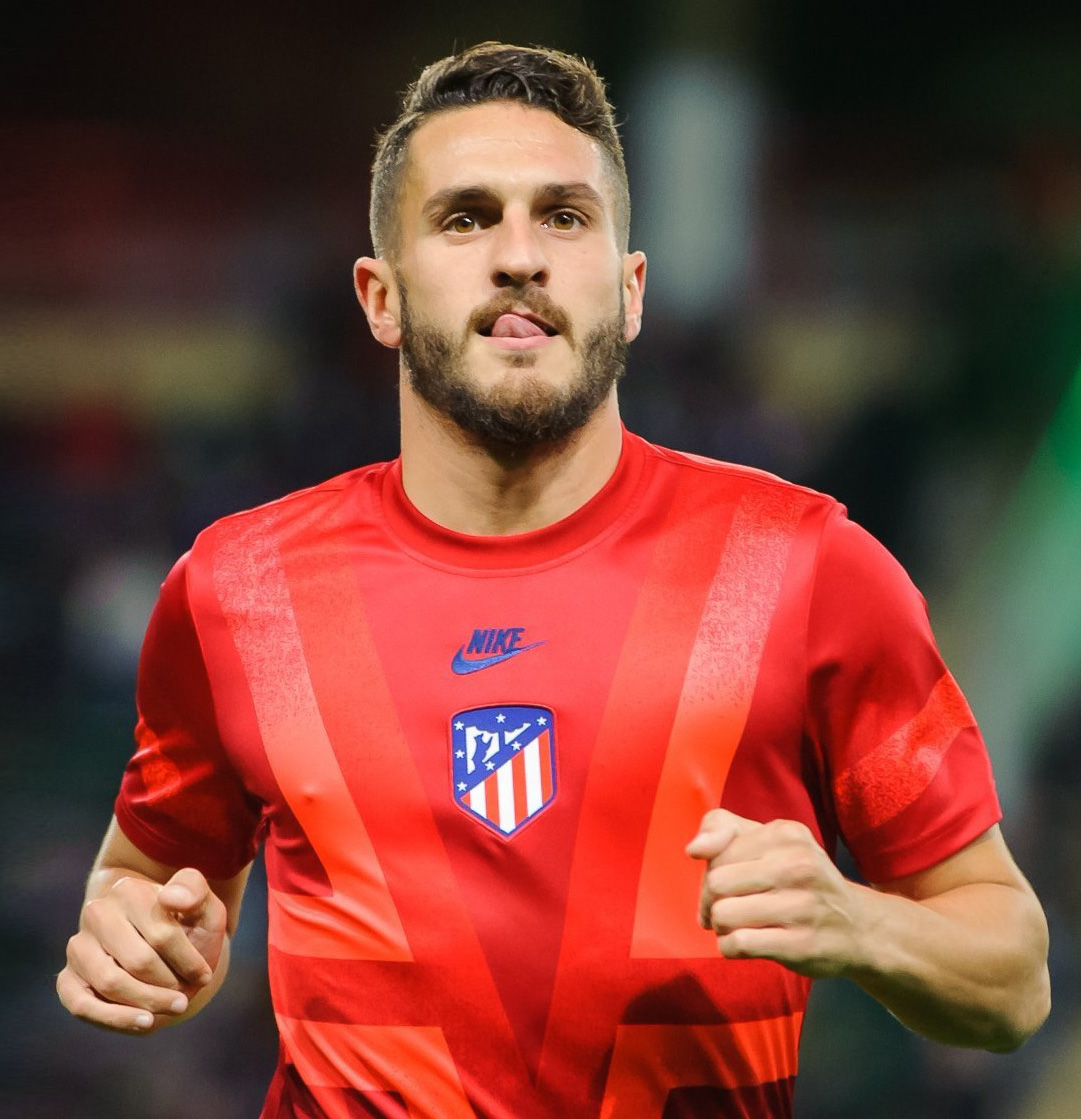
Koke è il capitano dell'Atlético Madrid

La rosa e la numerazione sono tratte dal sito ufficiale dell'Atlético Madrid.
| N. |                               | Ruolo | Calciatore         |
| -- | ----------------------------- | ----- | ------------------ |
| 1  | Croazia (bandiera)            | P     | Ivo Grbić          |
| 2  | Uruguay (bandiera)            | D     | José Giménez       |
| 3  | Spagna (bandiera)             | D     | Sergio Reguilón    |
| 4  | Rep. Centrafricana (bandiera) | C     | Geoffrey Kondogbia |
| 5  | Argentina (bandiera)          | C     | Rodrigo de Paul    |
| 6  | Spagna (bandiera)             | C     | Koke (capitano)    |
| 7  | Portogallo (bandiera)         | A     | João Félix         |
| 8  | Francia (bandiera)            | A     | Antoine Griezmann  |
| 9  | Brasile (bandiera)            | A     | Matheus Cunha      |
| 9  | Paesi Bassi (bandiera)        | A     | Memphis Depay      |
| 10 | Argentina (bandiera)          | A     | Ángel Correa       |
| 11 | Francia (bandiera)            | C     | Thomas Lemar       |
| 12 | Irlanda (bandiera)            | D     | Matt Doherty       |

| N. |                       | Ruolo | Calciatore                |
| -- | --------------------- | ----- | ------------------------- |
| 13 | Slovenia (bandiera)   | P     | Jan Oblak (vice capitano) |
| 14 | Spagna (bandiera)     | C     | Marcos Llorente           |
| 15 | Montenegro (bandiera) | D     | Stefan Savić              |
| 16 | Argentina (bandiera)  | D     | Nahuel Molina             |
| 17 | Spagna (bandiera)     | C     | Saúl                      |
| 18 | Brasile (bandiera)    | D     | Felipe                    |
| 19 | Spagna (bandiera)     | A     | Álvaro Morata             |
| 20 | Belgio (bandiera)     | C     | Axel Witsel               |
| 21 | Belgio (bandiera)     | C     | Yannick Carrasco          |
| 22 | Spagna (bandiera)     | D     | Mario Hermoso             |
| 23 | Mozambico (bandiera)  | D     | Reinildo Mandava          |
| 24 | Spagna (bandiera)     | C     | Pablo Barrios             |

### Formazione tipo
La squadra di Simeone è stata schierata per lo più col classico 4-4-2, con gli esterni alti quasi a formare un 4-2-4. In seguito all'infortunio di Reinildo il Cholo ha reinventato lo schieramento della difesa, giocando con un 5-3-2 che all'occorrenza poteva mutare in un 3-5-2.
| Formazione tipo | Giocatori (presenze)   |
| --- | ---------------------- |
| Oblak J.M. Giménez Witsel Molina Reinildo Koke R. de Paul Carrasco Saúl Griezmann Morata | Jan Oblak (38)         |
| Oblak J.M. Giménez Witsel Molina Reinildo Koke R. de Paul Carrasco Saúl Griezmann Morata | Nahuel Molina (43)     |
| Oblak J.M. Giménez Witsel Molina Reinildo Koke R. de Paul Carrasco Saúl Griezmann Morata | José Giménez (36)      |
| Oblak J.M. Giménez Witsel Molina Reinildo Koke R. de Paul Carrasco Saúl Griezmann Morata | Axel Witsel (43)       |
| Oblak J.M. Giménez Witsel Molina Reinildo Koke R. de Paul Carrasco Saúl Griezmann Morata | Reinildo Mandava (32)  |
| Oblak J.M. Giménez Witsel Molina Reinildo Koke R. de Paul Carrasco Saúl Griezmann Morata | Koke (42)              |
| Oblak J.M. Giménez Witsel Molina Reinildo Koke R. de Paul Carrasco Saúl Griezmann Morata | Saúl (38)              |
| Oblak J.M. Giménez Witsel Molina Reinildo Koke R. de Paul Carrasco Saúl Griezmann Morata | Yannick Carrasco (44)  |
| Oblak J.M. Giménez Witsel Molina Reinildo Koke R. de Paul Carrasco Saúl Griezmann Morata | Rodrigo de Paul (38)   |
| Oblak J.M. Giménez Witsel Molina Reinildo Koke R. de Paul Carrasco Saúl Griezmann Morata | Antoine Griezmann (48) |
| Oblak J.M. Giménez Witsel Molina Reinildo Koke R. de Paul Carrasco Saúl Griezmann Morata | Álvaro Morata (45)     |
| Altri giocatori: Ángel Correa (45), Mario Hermoso (34), Thomas Lemar (33), Marcos Llorente (29), Stefan Savić (29), Geoffrey Kondogbia (27), Pablo Barrios (26), Ivo Grbić (13), Memphis Depay (9), Carlos Martín (4), Matt Doherty (2), Alber (1), Anton Gomis (1). |                        |

## Calciomercato
Il calcio mercato dell'Atlético si apre con gli addii di Suárez ed Herrera, entrambi a fine contratto. Anche il croato Vrsaljko si svincola per accasarsi all'Olympiacos. Il primo rinforzo in entrata è rappresentato dal belga Witsel, seguito dal brasiliano Samuel Lino in arrivo dal Gil Vicente, ma girato in prestito al Valencia. Dopo aver rinnovato il prestito per un anno di Manu Sánchez all'Osasuna, l'Atlético si assicura le prestazioni dell'argentino Nahuel Molina, proveniente dall'Udinese con cui la stagione precedente è stato il difensore più prolifico dei cinque maggiori campionati europei. Negli ultimi giorni di calcio mercato vengono definiti i passaggi in prestito di Renan Lodi agli inglesi del Nottingham Forest e quello di Sergio Reguilón proveniente dal Tottenham.
La sessione invernale di calcio mercato della squadra madrilena si apre con la cessione in prestito, ma con obbligo di riscatto, dell'attaccante brasiliano Matheus Cunha agli inglesi del Wolverhampton. Il mercato in uscita prosegue con il prestito oneroso di João Félix al Chelsea, mentre in entrata c'è l'arrivo dell'olandese Memphis Depay dal Barcellona. L'ultimo giorno di calcio mercato si conclude con il passaggio in Premier League di Felipe, che si accasa al Nottingham Forest, e l'arrivo dal Tottenham dell'internazionale irlandese Matt Doherty.

### Sessione estiva(dal 1º luglio al 1º settembre)
| Acquisti         | Acquisti               | Acquisti          | Acquisti                   |
| R.               | Nome                   | da                | Modalità                   |
| ---------------- | ---------------------- | ----------------- | -------------------------- |
| P                | Ivo Grbić              | Lilla             | fine prestito              |
| D                | Nahuel Molina          | Udinese           | definitivo (20 milioni €)  |
| D                | Sergio Reguilón        | Tottenham         | prestito                   |
| C                | Saúl Ñíguez            | Chelsea           | fine prestito              |
| C                | Axel Witsel            | Borussia Dortmund | gratuito                   |
| A                | Samuel Lino            | Gil Vicente       | definitivo (6,5 milioni €) |
| A                | Álvaro Morata          | Juventus          | fine prestito              |
| Altre operazioni |                        |                   |                            |
| R.               | Nome                   | da                | Modalità                   |
| D                | Santiago Arias         | Granada           | fine prestito              |
| D                | Nehuén Pérez           | Udinese           | fine prestito              |
| D                | Manu Sánchez           | Osasuna           | fine prestito              |
| C                | Rodrigo Riquelme Reche | Mirandés          | fine prestito              |
| A                | Sergio Camello         | Mirandés          | fine prestito              |
| A                | Borja Garcés           | Leganés           | fine prestito              |
| A                | Marcos Paulo           | Famalicão         | fine prestito              |
| A                | Víctor Mollejo         | Tenerife          | fine prestito              |
| A                | Vitolo                 | Getafe            | fine prestito              |

| Cessioni         | Cessioni               | Cessioni          | Cessioni                         |
| R.               | Nome                   | a                 | Modalità                         |
| ---------------- | ---------------------- | ----------------- | -------------------------------- |
| P                | Benjamin Lecomte       | Monaco            | fine prestito                    |
| D                | Renan Lodi             | Nottingham Forest | prestito oneroso (5 milioni €)   |
| D                | Šime Vrsaljko          | Olympiacos        | gratuito                         |
| D                | Daniel Wass            | Brøndby           | definitivo (1,75 milioni €)      |
| C                | Héctor Herrera         | Houston Dynamo    | gratuito                         |
| A                | Samuel Lino            | Valencia          | prestito                         |
| A                | Luis Suárez            |                   | svincolato                       |
| Altre operazioni |                        |                   |                                  |
| R.               | Nome                   | a                 | Modalità                         |
| D                | Santiago Arias         |                   | svincolato                       |
| D                | Nehuén Pérez           | Udinese           | gratuito                         |
| D                | Manu Sánchez           | Osasuna           | rinnovo prestito (0,2 milioni €) |
| C                | Rodrigo Riquelme Reche | Girona            | prestito                         |
| C                | Javi Serrano           | Mirandés          | prestito                         |
| A                | Sergio Camello         | Rayo Vallecano    | prestito                         |
| A                | Borja Garcés           | Tenerife          | prestito                         |
| A                | Marcos Paulo           | Mirandés          | prestito                         |
| A                | Víctor Mollejo         | Real Saragozza    | prestito                         |
| A                | Giuliano Simeone       | Real Saragozza    | prestito                         |
| A                | Vitolo                 | Las Palmas        | prestito                         |

### Sessione invernale(dal 2 al 31 gennaio)
| Acquisti         | Acquisti      | Acquisti   | Acquisti                 |
| R.               | Nome          | da         | Modalità                 |
| ---------------- | ------------- | ---------- | ------------------------ |
| D                | Matt Doherty  | Tottenham  | gratuito                 |
| A                | Memphis Depay | Barcellona | definitivo (3 milioni €) |
| Altre operazioni |               |            |                          |
| R.               | Nome          | da         | Modalità                 |
| C                | Javi Serrano  | Mirandés   | fine prestito            |
| A                | Marcos Paulo  | Mirandés   | fine prestito            |

| Cessioni         | Cessioni      | Cessioni          | Cessioni                        |
| R.               | Nome          | a                 | Modalità                        |
| ---------------- | ------------- | ----------------- | ------------------------------- |
| D                | Felipe        | Nottingham Forest | definitivo (2,3 milioni €)      |
| A                | Matheus Cunha | Wolverhampton     | prestito                        |
| A                | João Félix    | Chelsea           | prestito oneroso (11 milioni €) |
| Altre operazioni |               |                   |                                 |
| R.               | Nome          | a                 | Modalità                        |
| C                | Javi Serrano  | Ibiza             | prestito                        |
| A                | Marcos Paulo  | San Paolo         | prestito                        |

## Risultati

### Primera División

#### Girone di andata
| Arbitro: | Sánchez Martínez |

|  |           |                               |
|  | Marcatori | 15’, 59’ Morata 75’ Griezmann |

| Arbitro: | de Burgos Bengoetxea |

|  |           |                         |
|  | Marcatori | 73’ Yeremi 90+7’ Gerard |

| Arbitro: | Cuadra Fernández |

|  |           |               |
|  | Marcatori | 66’ Griezmann |

| Arbitro: | Soto Grado |

|           |           |           |
| Sadiq 55’ | Marcatori | 5’ Morata |

| Arbitro: | Hernández Hernández |

|                                                        |           |                 |
| Correa 9’ R. de Paul 50’ Carrasco 66’ Núñez 82’ (aut.) | Marcatori | 71’ Gabri Veiga |

| Arbitro: | Munuera Montero |

|                |           |                          |
| M. Hermoso 83’ | Marcatori | 18’ Rodrygo 36’ Valverde |

| Arbitro: | de Burgos Bengoetxea |

|  |           |                            |
|  | Marcatori | 29’ M. Llorente 57’ Morata |

| Arbitro: | Martínez Munuera |

|                |           |              |
| Correa 5’, 48’ | Marcatori | 66’ Riquelme |

| Arbitro: | Figueroa Vázquez |

|  |           |               |
|  | Marcatori | 47’ Griezmann |

| Arbitro: | Iglesias Villanueva |

|            |           |                     |
| Morata 20’ | Marcatori | 90+2’ (rig.) Falcao |

| Arbitro: | Gil Manzano |

|           |           |                    |
| Fekir 84’ | Marcatori | 54’, 71’ Griezmann |

| Arbitro: | Sánchez Martínez |

|                                       |           |                     |
| T. Bongonda 1’ Álex 81’ Sobrino 90+9’ | Marcatori | 85’, 89’ João Félix |

| Arbitro: | Pulido Santana |

|                |           |               |
| João Félix 78’ | Marcatori | 62’ S. Darder |

| Arbitro: | Melero López |

|            |           |  |
| Muriqi 16’ | Marcatori |  |

| Arbitro: | Cuadra Fernández |

|                           |           |  |
| João Félix 56’ Morata 74’ | Marcatori |  |

| Arbitro: | Munuera Montero |

|  |           |             |
|  | Marcatori | 22’ Dembélé |

| Arbitro: | Sánchez Martínez |

|              |           |            |
| El Bilal 37’ | Marcatori | 18’ Correa |

| Arbitro: | de Burgos Bengoetxea |

|                                      |           |  |
| Morata 18’ Griezmann 23’ Hermoso 28’ | Marcatori |  |

| Arbitro: | Alberola Rojas |

|  |           |          |
|  | Marcatori | 74’ Saúl |

#### Girone di ritorno
| Arbitro: | Mateu Lahoz |

|            |           |                      |
| Correa 60’ | Marcatori | 83’ (rig.) Enes Ünal |

| Arbitro: | Figueroa Vázquez |

|  |           |             |
|  | Marcatori | 89’ Memphis |

| Arbitro: | Martínez Munuera |

|               |           |  |
| Griezmann 73’ | Marcatori |  |

| Arbitro: | Gil Manzano |

|            |           |                  |
| Álvaro 85’ | Marcatori | 78’ J.M. Giménez |

| Arbitro: | Cuadra Fernández |

|                                                               |           |               |
| Memphis 23’, 26’ Griezmann 53’ Carrasco 69’ Morata 76’, 90+2’ | Marcatori | 39’ En-Nesyri |

| Arbitro: | Melero López |

|  |           |              |
|  | Marcatori | 90+1’ Morata |

| Arbitro: | Munuera Montero |

|                                      |           |  |
| Griezmann 23’ Carrasco 49’ Lemar 67’ | Marcatori |  |

| Arbitro: | Martínez Munuera |

|            |           |  |
| Correa 86’ | Marcatori |  |

| Arbitro: | De Burgos Bengoetxea |

|                 |           |                           |
| Fran García 85’ | Marcatori | 22’ Molina 24’ M. Hermoso |

| Arbitro: | Díaz de Mera Escuderos |

|                   |           |                         |
| Griezmann 5’, 43’ | Marcatori | 37’ (aut.) J.M. Giménez |

| Arbitro: | Sánchez Martínez |

|            |           |  |
| Ferran 44’ | Marcatori |  |

| Arbitro: | Pulido Santana |

|                                          |           |              |
| R. de Paul 45+2’ Morata 47’ Carrasco 77’ | Marcatori | 20’ Nastasić |

| Arbitro: | Mateu Lahoz |

|                               |           |                                                                            |
| Larin 42’ (rig.) Escudero 74’ | Marcatori | 20’ Molina 24’ J.M. Giménez 38’ Morata 86’ (aut.) Joaquín F. 90+3’ Memphis |

| Arbitro: | Soto Grado |

|                                                             |           |            |
| Griezmann 2’, 27’ Morata 49’ Carrasco 57’ (rig.) Molina 73’ | Marcatori | 72’ Lozano |

| Arbitro: | Muñiz Ruiz |

|           |           |  |
| Fidel 41’ | Marcatori |  |

| Arbitro: | González Fuertes |

|                                  |           |  |
| Carrasco 44’ Saúl 62’ Correa 82’ | Marcatori |  |

| Arbitro: | Melero López |

|                                                 |           |                                     |
| C. Montes 64’ Joselu 76’ (rig.) V. De Souza 79’ | Marcatori | 21’ Saúl 44’ Griezmann 46’ Carrasco |

| Arbitro: | Pulido Santana |

|                          |           |             |
| Griezmann 37’ Molina 73’ | Marcatori | 88’ Sørloth |

| Arbitro: | de Burgos Bengoetxea |

|                                |           |                 |
| N. Jackson 9’ J. Pascual 90+2’ | Marcatori | 18’, 56’ Correa |

### Coppa del Re
| Arbitro: | Díaz de Mera Escuderos |

|  |           |                           |
|  | Marcatori | 35’ Correa 63’ João Félix |

| Arbitro: | González Fuertes |

|               |           |                                          |
| Marquitos 42’ | Marcatori | 45+1’ (rig.), 90+1’ Carrasco 76’ Barrios |

| Arbitro: | Muñiz Ruiz |

|  |           |                             |
|  | Marcatori | 24’ M. Llorente 83’ Barrios |

| Arbitro: | Figueroa Vázquez |

|  |           |                              |
|  | Marcatori | 54’ Morata 90+1’ M. Llorente |

| Arbitro: | Soto Grado |

|                                          |           |            |
| Rodrygo 79’ Benzema 103’ Vini Jr. 120+1’ | Marcatori | 19’ Morata |

### Champions League

#### Fase a gironi
| Arbitro: | Marciniak |

|                                |           |                    |
| Hermoso 90+1’ Griezmann 90+11’ | Marcatori | 90+6’ (rig.) Uribe |

| Arbitro: | Oliver |

|                       |           |  |
| Andrich 84’ Diaby 87’ | Marcatori |  |

| Arbitro: | Kovács |

|                      |           |  |
| Sowah 36’ Jutglà 62’ | Marcatori |  |

| Madrid 12 ottobre 2022, ore 18:45 CEST 4ª giornata – Gruppo B | Atlético Madrid | 0 – 0 referto | Club Bruges | Cívitas Metropolitano (60 810 spett.)\| Arbitro: \| Makkelie \| |
| Arbitro:                                                      | Makkelie        |               |             |                                                                 |

| Arbitro: | Turpin |

|                             |           |                          |
| Carrasco 22’ R. de Paul 50’ | Marcatori | 9’ Diaby 29’ Hudson-Odoi |

| Arbitro: | Orsato |

|                         |           |                      |
| Taremi 5’ Eustáquio 24’ | Marcatori | 90+5’ (aut.) Marcano |

## Statistiche

### Statistiche di squadra
| Competizione     | Punti | In casa | In casa | In casa | In casa | In casa | In casa | In trasferta | In trasferta | In trasferta | In trasferta | In trasferta | In trasferta | Totale | Totale | Totale | Totale | Totale | Totale | DR  |
| Competizione     | Punti | G       | V       | N       | P       | Gf      | Gs      | G            | V            | N            | P            | Gf           | Gs           | G      | V      | N      | P      | Gf     | Gs     | DR  |
| ---------------- | ----- | ------- | ------- | ------- | ------- | ------- | ------- | ------------ | ------------ | ------------ | ------------ | ------------ | ------------ | ------ | ------ | ------ | ------ | ------ | ------ | --- |
| Primera División | 77    | 19      | 13      | 3       | 3       | 41      | 15      | 19           | 10           | 5            | 4            | 29           | 18           | 38     | 23     | 8      | 7      | 70     | 33     | +37 |
| Coppa del Re     | -     | -       | -       | -       | -       | -       | -       | 5            | 4            | 0            | 1            | 10           | 4            | 5      | 4      | 0      | 1      | 10     | 4      | +6  |
| Champions League | 5     | 3       | 1       | 2       | 0       | 4       | 3       | 3            | 0            | 0            | 3            | 1            | 6            | 6      | 1      | 2      | 3      | 5      | 9      | -4  |
| Totale           | -     | 22      | 14      | 5       | 3       | 45      | 18      | 27           | 14           | 5            | 8            | 40           | 28           | 49     | 28     | 10     | 11     | 85     | 45     | +39 |

### Andamento in campionato
| Giornata  | 1 | 2 | 3 | 4 | 5 | 6 | 7 | 8 | 9 | 10 | 11 | 12 | 13 | 14 | 15 | 16 | 17 | 18 | 19 | 20 | 21 | 22 | 23 | 24 | 25 | 26 | 27 | 28 | 29 | 30 | 31 | 32 | 33 | 34 | 35 | 36 | 37 | 38 |
| --------- | - | - | - | - | - | - | - | - | - | -- | -- | -- | -- | -- | -- | -- | -- | -- | -- | -- | -- | -- | -- | -- | -- | -- | -- | -- | -- | -- | -- | -- | -- | -- | -- | -- | -- | -- |
| Luogo     | T | C | T | T | C | C | T | C | T | C  | T  | T  | C  | T  | C  | C  | T  | C  | T  | C  | T  | C  | T  | C  | T  | C  | C  | T  | C  | T  | C  | T  | C  | T  | C  | T  | C  | T  |
| Risultato | V | P | V | N | V | P | V | V | V | N  | V  | P  | N  | P  | V  | P  | N  | V  | V  | N  | V  | V  | N  | V  | V  | V  | V  | V  | V  | P  | V  | V  | V  | P  | V  | N  | V  | N  |
| Posizione | 1 | 8 | 6 | 7 | 6 | 7 | 6 | 4 | 3 | 4  | 3  | 3  | 3  | 5  | 3  | 5  | 5  | 4  | 4  | 4  | 4  | 4  | 4  | 3  | 3  | 3  | 3  | 3  | 3  | 3  | 3  | 3  | 2  | 3  | 2  | 3  | 3  | 3  |

Legenda:

Luogo: C = Casa; T = Trasferta. Risultato: V = Vittoria; N = Pareggio; P = Sconfitta.

### Statistiche dei giocatori
In corsivo i calciatori che hanno lasciato la squadra a stagione in corso.
| Giocatore    | Primera División | Primera División | Primera División | Primera División | Coppa di Spagna | Coppa di Spagna | Coppa di Spagna | Coppa di Spagna | Champions League | Champions League | Champions League | Champions League | Totale   | Totale | Totale      | Totale     |
| Giocatore    | Presenze         | Reti             | Ammonizioni      | Espulsioni       | Presenze        | Reti            | Ammonizioni     | Espulsioni      | Presenze         | Reti             | Ammonizioni      | Espulsioni       | Presenze | Reti   | Ammonizioni | Espulsioni |
| ------------ | ---------------- | ---------------- | ---------------- | ---------------- | --------------- | --------------- | --------------- | --------------- | ---------------- | ---------------- | ---------------- | ---------------- | -------- | ------ | ----------- | ---------- |
| Alber        | 0                | 0                | 0                | 0                | 1               | 0               | 0               | 0               | 0                | 0                | 0                | 0                | 1        | 0      | 0           | 0          |
| P. Barrios   | 21               | 0                | 4                | 0                | 4               | 2               | 0               | 0               | 1                | 0                | 0                | 0                | 26       | 2      | 4           | 0          |
| Y. Carrasco  | 35               | 7                | 2                | 0                | 3               | 2               | 0               | 0               | 6                | 1                | 0                | 0                | 44       | 10     | 2           | 0          |
| Á. Correa    | 35               | 9                | 3                | 1                | 4               | 1               | 0               | 0               | 6                | 0                | 0                | 0                | 45       | 10     | 3           | 1          |
| M. Cunha     | 11               | 0                | 2                | 0                | 1               | 0               | 0               | 0               | 5                | 0                | 0                | 0                | 17       | 0      | 2           | 0          |
| R. de Paul   | 30               | 2                | 5                | 0                | 3               | 0               | 1               | 0               | 5                | 1                | 1                | 0                | 38       | 3      | 7           | 0          |
| M. Doherty   | 2                | 0                | 0                | 0                | -               | -               | -               | -               | -                | -                | -                | -                | 2        | 0      | 0           | 0          |
| Felipe       | 3                | 0                | 0                | 0                | 0               | 0               | 0               | 0               | 1                | 0                | 0                | 0                | 4        | 0      | 0           | 0          |
| J.M. Giménez | 28               | 2                | 9                | 0                | 3               | 0               | 3               | 0               | 5                | 0                | 1                | 0                | 36       | 2      | 13          | 0          |
| A. Gomís     | 1                | -1               | 0                | 0                | 0               | -0              | 0               | 0               | 0                | -0               | 0                | 0                | 1        | -1     | 0           | 0          |
| I. Grbić     | 12               | -12              | 3                | 0                | 0               | -0              | 0               | 0               | 1                | -2               | 0                | 0                | 13       | -14    | 3           | 0          |
| A. Griezmann | 38               | 15               | 2                | 0                | 4               | 0               | 1               | 0               | 6                | 1                | 0                | 0                | 48       | 16     | 3           | 0          |
| M. Hermoso   | 26               | 3                | 7                | 2                | 5               | 0               | 2               | 0               | 3                | 1                | 1                | 0                | 34       | 4      | 10          | 2          |
| João Félix   | 14               | 4                | 5                | 0                | 1               | 1               | 0               | 0               | 5                | 0                | 0                | 0                | 20       | 5      | 5           | 0          |
| Koke         | 33               | 0                | 4                | 0                | 5               | 0               | 1               | 0               | 4                | 0                | 1                | 0                | 42       | 0      | 6           | 0          |
| G. Kondogbia | 20               | 0                | 5                | 0                | 4               | 0               | 0               | 0               | 3                | 0                | 2                | 0                | 27       | 0      | 7           | 0          |
| T. Lemar     | 28               | 1                | 1                | 0                | 3               | 0               | 1               | 0               | 2                | 0                | 0                | 0                | 33       | 1      | 2           | 0          |
| M. Llorente  | 22               | 1                | 5                | 0                | 4               | 2               | 0               | 0               | 3                | 0                | 0                | 0                | 29       | 3      | 5           | 0          |
| C. Martín    | 4                | 0                | 0                | 0                | 0               | 0               | 0               | 0               | 0                | 0                | 0                | 0                | 4        | 0      | 0           | 0          |
| Memphis      | 8                | 4                | 1                | 0                | 1               | 0               | 0               | 0               | -                | -                | -                | -                | 9        | 4      | 1           | 0          |
| N. Molina    | 33               | 4                | 8                | 1                | 4               | 0               | 0               | 0               | 6                | 0                | 0                | 0                | 43       | 4      | 8           | 1          |
| Á. Morata    | 36               | 13               | 4                | 0                | 4               | 2               | 1               | 0               | 5                | 0                | 0                | 0                | 45       | 15     | 5           | 0          |
| J. Oblak     | 28               | -20              | 1                | 0                | 5               | -4              | 0               | 0               | 5                | -7               | 0                | 0                | 38       | -31    | 1           | 0          |
| S. Reguilón  | 11               | 0                | 3                | 1                | 1               | 0               | 0               | 0               | 0                | 0                | 0                | 0                | 12       | 0      | 3           | 1          |
| Reinildo     | 21               | 0                | 4                | 0                | 5               | 0               | 1               | 0               | 6                | 0                | 1                | 0                | 32       | 0      | 6           | 0          |
| Saúl         | 31               | 3                | 8                | 0                | 2               | 0               | 0               | 0               | 5                | 0                | 0                | 0                | 38       | 3      | 8           | 0          |
| S. Savić     | 22               | 0                | 4                | 2                | 4               | 0               | 2               | 1               | 3                | 0                | 3                | 0                | 29       | 0      | 9           | 3          |
| A. Witsel    | 33               | 0                | 2                | 1                | 4               | 0               | 1               | 0               | 6                | 0                | 0                | 0                | 43       | 0      | 3           | 1          |